# Eustomias deofamiliaris
Eustomias deofamiliaris es una especie de pez de la familia Stomiidae en el orden de los Stomiiformes.

## Morfología
• Los machos pueden llegar alcanzar los 10,9 cm de longitud total.

## Hábitat
Es un pez de mar y de aguas  subtropicales que vive hasta 70 m de profundidad.

## Distribución geográfica
Se encuentra en Oahu (Hawái ).